# Église Saint-Mesme de Contré
L'église Saint-Mesme est une église catholique située à Contré, en France.

## Localisation
L'église est située dans le département français de la Charente-Maritime, dans la commune de Contré.

## Protection
L'édifice est classé au titre des monuments historiques en 1913.